# Jiří Průžek
Jiří Průžek (* 14. září 1998 Praha) je český lední hokejista hrající na postu útočníka. Řadí se mezi příznivce fotbalistů Slavie.
Zdárně překonal nádorové onemocnění rakovinou varlat.

## Život
S hokejem začínal v pražském celku Letci Letňany, za který hrál i během svých mládežnických let. Sezónu 2015/2016 sice v dresu letňanského výběru do osmnácti let začal, nicméně poté přešel do stejné věkové kategorie k Bílým Tygrům Liberec. Za nový klub nastupoval i v dalších ročnících, včetně sezóny 2017/2018, během níž formou hostování vypomáhal mužskému výběru Benátek nad Jizerou. Ročník 2018/2019 strávil na hostování, a to mezi muži Benátek nad Jizerou a posléze též litoměřického Stadionu.
Za muže Liberce prvně nastoupil až v sezóně 2019/2020, ale v jejím průběhu vypomáhal i mužům Benátek. Stejný režim uplatnil i další ročník (2020/2021). Po jeho konci přestoupil do Karlových Varů, ale i z nich vypomáhal formou hostování Benátkám nad Jizerou. Pro další sezónu (2022/2023) přestoupil do Šumperka k tamním Drakům, ze kterých krátce hostoval v Liberci.
Před sezónou 2023/2024 přestoupil do metropole České republiky a stal se hráčem tamní Slavie.